# Aras Kaya
Aras Kaya, nato Amos Kibitok (4 aprile 1994), è un siepista e mezzofondista turco, di origine keniota.

## Doping
Positivo per la presenza di EPO durante il Running Festival a Brașov, in Romania, il 25 settembre 2022, Kaya è stato sospeso per tre anni dal 4 dicembre 2022 fino al 4 dicembre 2025.

## Palmares
| Anno | Manifestazione          | Sede           | Evento        | Risultato | Prestazione | Note                          |
| ---- | ----------------------- | -------------- | ------------- | --------- | ----------- | ----------------------------- |
| 2016 | Europei                 | Amsterdam      | 5000 m piani  | 9º        | 13'47"42    |                               |
| 2016 | Europei                 | Amsterdam      | 3000 m siepi  | Argento   | 8'29"91     | Miglior prestazione personale |
| 2016 | Giochi olimpici         | Rio de Janeiro | 3000 m siepi  | Batteria  | 8'32"35     |                               |
| 2017 | Europei indoor          | Belgrado       | 3000 m piani  | 12º       | 8'16"36     |                               |
| 2018 | Giochi del Mediterraneo | Tarragona      | 3000 m siepi  | 10º       | 8'59"48     |                               |
| 2018 | Europei                 | Berlino        | 10000 m piani | dnf       | dnf         |                               |
| 2022 | Giochi del Mediterraneo | Orano          | 5000 m piani  | 4º        | 13'44"67    |                               |
| 2022 | Europei                 | Monaco         | 10000 m piani | 16º       | 28'23"77    |                               |

## Altre competizioni internazionali
2014
- Bronzo alla Darica Half Marathon ( Darica) - 1h03'56"

2015
- 16º alla Istanbul Half Marathon ( Istanbul) - 1h07'23"
- 5º alla Istanbul 15 km ( Istanbul) - 43'42"
- Oro alla Balıkesir 12 km ( Balıkesir) - 36'54"

2017
- 4º in Coppa Europa dei 10000 metri ( Minsk) - 29'03"13
- 6º alla Istanbul 15 km ( Istanbul) - 43'51"

2018
- 8º alla Istanbul Half Marathon ( Istanbul) - 1h02'48"
- 4º alla Istanbul 15 km ( Istanbul) - 43'45"

2019
- 9º in Coppa Europa dei 10000 metri ( Londra) - 28'21"24
- 12º alla Istanbul Half Marathon ( Istanbul) - 1h02'21"
- Bronzo alla Istanbul 15 km ( Istanbul) - 44'03"
- 6º alla San Silvestre Vallecana ( Madrid) - 28'13"